# Rotting in the Sun
Rotting in the Sun (bra: Rotting in the Sun) é um filme mexicano-estadunidense de 2023, dos gêneros comédia e suspense, dirigido por Sebastián Silva, e estrelado por Jordan Firstman, Catalina Saavedra e o próprio Silva. Com um roteiro de Silva e Pedro Peirano, a trama retrata a história de um cineasta viciado e depressivo que almeja o sucesso, e tenta alcançá-lo trabalhando com um famoso influenciador.
A estreia de "Rotting in the Sun" aconteceu no Festival de Sundance em 22 de janeiro de 2023. Nos Estados Unidos, o filme foi lançado nos cinemas em 8 de setembro de 2023. A produção foi lançada mundialmente em 15 de setembro de 2023, na plataforma MUBI.

## Enredo
Na Cidade do México, Sebastián Silva (Sebastián Silva) é um artista e cineasta depressivo, que é viciado em cetamina e está considerando o suicídio usando pentobarbital. Seu senhorio e amigo, Mateo (Mateo Riestra), que está reformando o prédio onde Sebastián mora, encoraja suas ideias suicidas como forma de piada. Verónica "Vero" (Catalina Saavedra), uma governanta que trabalha para Sebastián há muito tempo, começa a se preocupar com o bem-estar dele e teme que Mateo, que a trata mal, possa demiti-la.
Sebastián viaja para uma praia de nudismo gay, onde conhece Jordan Firstman, um comediante estadunidense e influenciador de mídias sociais, após quase se afogar. Fã do trabalho de Sebastián, Jordan acredita que seu encontro é um sinal para que eles trabalhem juntos em seu projeto de televisão. Ele convida Sebastián para uma festa naquela mesma noite, onde o filma usando cetamina e publica o vídeo na internet sem consentimento. Quando Jordan se recusa a apagar o vídeo, Sebastián o critica severamente por sua falta de sensibilidade e criatividade.
Ao voltar para casa, Sebastián participa de uma reunião online com executivos da HBO, que rejeitam seu pitch. Entretanto, ao mencionar o projeto de Jordan, ele consegue despertar o interesse deles. Sebastián, então, decide entrar em contato com Jordan e concorda em trabalhar ao lado dele. Jordan, por sua vez, insiste em se mudar para a casa de Sebastián durante o período de colaboração.
Sebastián pede a Vero para ajudá-lo a mover um sofá pesado que está em um pequeno quarto na laje, para que Jordan possa usá-lo. Enquanto levantam o sofá, Sebastián se distrai com as incessantes chamadas de Jordan e acaba caindo da laje, morrendo. Desesperada, Vero cobre o corpo e vai para a quinceañera da sua sobrinha em estado de choque. Lá, ela conta o que aconteceu ao seu irmão, Lalo (Gustavo Melgarejo). Ele sugere que a polícia nunca acreditará na versão dela e, temendo que não acreditem na história, eles decidem envolver o corpo em uma lona e escondê-lo no quarto onde estava o sofá.
No dia seguinte, Jordan chega ao apartamento de Sebastián, mas fica confuso com a ausência dele. Achando que recebeu um ghosting, ele posta nas redes sociais que os dois haviam se apaixonado, afirmando ainda que Sebastián estava entusiasmado com seu projeto e o havia convidado para ficar com ele. Contudo, ao encontrar o telefone e a carteira de Sebastián no apartamento naquela noite, Jordan fica preocupado e pede aos seus seguidores ajuda para encontrá-lo.
Após encontrar os diários de Sebastián, que revelam seus pensamentos suicidas e interesse em pentobarbital, Mateo começa a temer que possa ter alguma responsabilidade na possível morte de seu amigo. Ele se lembra de ter deixado várias mensagens de voz comprometedoras no telefone de Sebastián, nas quais faz piadas sobre o pentobarbital, e compartilha suas preocupações com a esposa. Enquanto isso, Vero consegue obter pentobarbital e coloca um frasco vazio na lata de lixo de seu patrão.
Mateo entra furtivamente no apartamento e ameaça Vero por tê-lo escutado. Ele rouba o telefone e os diários de Sebastián, algo que Vero testemunha. Mais tarde, tomada pelo estresse e pela culpa, Vero desaba em lágrimas diante de Jordan, que tenta consolá-la, embora a comunicação entre eles seja complicada pelas diferenças de idioma.
Juan (Juan Andrés Silva), o irmão de Sebastián, vê as postagens de Jordan e vai para o México para ajudar na busca por respostas sobre o que aconteceu com ele. No dia seguinte, a polícia começa a investigar e encontra a cetamina de Sebastián e o frasco de pentobarbital. Acreditando que se trata de um suicídio, a polícia interroga Mateo sobre as drogas e informa que precisarão fazer um relatório. Mateo entra em pânico e confessa ter pegado os diários e o telefone de Sebastián, o que aumenta ainda mais as suspeitas contra ele. Juan fica devastado com a confirmação aparentemente definitiva da morte de seu irmão, e Jordan é forçado a ir embora a pedido do senhorio. Além disso, Mateo demite Vero por ter colaborado com a busca das drogas realizada pela polícia.
No parque do outro lado da rua, utilizando um aplicativo de tradução em seu telefone, Jordan pergunta a Vero se ela testemunhou Mateo roubando os diários e o celular de Sebastián. Vero confessa a verdade pelo aplicativo, expressando arrependimento por seu papel na morte acidental de Sebastián e esperando que a família dele encontre paz. No entanto, a tradução do aplicativo é imprecisa, deixando Jordan confuso, enquanto Vero se afasta segurando o frasco de pentobarbital.

## Elenco
- Jordan Firstman como Jordan Firstman, um insípido influenciador de mídias sociais
- Catalina Saavedra como Sra. Verónica "Vero", a sofrida governanta de Sebastián
- Sebastián Silva como Sebastián Silva, um artista e cineasta depressivo
- Mateo Riestra como Mateo, o amigo e senhorio de Sebastián
- Martine Gutierrez como Martine, a amiga de Jordan
- Alberto Rafael Cortés como Beto, o encarregado da renovação do apartamento
- Gustavo Melgarejo como Lalo, o irmão de Vero
- Juan Andrés Silva como Juan, o irmão de Sebastián

## Produção
Sebastián Silva conheceu Jordan Firstman enquanto estava no México, o achou hilário e teve a ideia de fazer um filme satírico, baseado no estilo de vida dele. Silva já havia tentado escalar Michael Cera para o papel principal, mas Cera recusou devido ao excesso de conteúdo sexual gráfico. O filme contém cenas de sexo reais, no qual Silva afirmou: "O sexo é tão explícito que é uma via de mão dupla. As pessoas, especialmente os estadunidenses, têm tanto medo dos órgãos genitais. Estou com um pouco de medo de que muitas pessoas se concentrem nos paus e falem apenas sobre os paus quando é apenas uma característica de um dos personagens". Em janeiro de 2023, a produtora de Robert Pattinson, Icki Eneo Arlo, embarcou no filme como produtora.
As filmagens aconteceram quase inteiramente na Cidade do México, e foram concluídas em dezembro de 2021.

## Lançamento
O filme estreou no Festival de Sundance em 22 de janeiro de 2023. Nos Estados Unidos, a produção foi lançada nos cinemas em 8 de setembro de 2023. Em junho de 2023, a MUBI adquiriu os direitos de distribuição do filme, que estreou mundialmente na plataforma em 15 de setembro de 2023.

## Recepção
No Rotten Tomatoes, site agregador de críticas, 83% das 58 críticas do filme são positivas, com uma classificação média de 6,8/10. O consenso do site diz: "A ambição ousada e a energia frenética contagiante de Rotting in the Sun provam ser uma escolha natural – embora não universalmente atraente – para seu sabor único de travessura sombria". O Metacritic, que utiliza uma média ponderada, atribuiu ao filme 70/100 pontos baseados em 17 críticas, indicando críticas "geralmente favoráveis".